# 타카도노 마도카
다카도노 마도카(일본어: 高殿 円, 4월 1일 ~ )은 일본의 소설가이다.

## 생애
- 2000년, 제4회 가도카와 학원 소설 대상 장려상을 받으면서 데뷔한다. 판타지 세계관을 무대로 한 라이트 노벨 외에 동인지를 그리기도 한다.

## 수상 경력
- 2000년, 제4회 가도카와 학원 소설 대상 장려상